# Smotryč
Lo Smotryč (in ucraino Смотрич?; in polacco Smotrycz) è un fiume ucraino, affluente di sinistra del Nistro. Ha una lunghezza di 168 km e un bacino idrografico di circa 1 800 km². Scorre nella parte occidentale della regione storica della Podolia e attraversa le cittadine di Horodok e Kam'janec'-Podil's'kyj.